# Euthlastoblatta occulta
Euthlastoblatta occulta är en kackerlacksart som först beskrevs av Rehn, J. A. G. 1932.  Euthlastoblatta occulta ingår i släktet Euthlastoblatta och familjen småkackerlackor.
Artens utbredningsområde är Bermuda. Inga underarter finns listade i Catalogue of Life.